# بابلو سيسيليا
بابلو سيسيليا (بالإسبانية: Pablo Sicilia) (مواليد 10 سبتمبر 1981 في لاس بالماس دي جران كناريا - إسبانيا) لاعب كرة قدم إسباني يلعب حاليا لصالح نادي الدرجة الأولى تينيريفي الإسباني منذ 2006 في مركز قلب الدفاع .

## روابط خارجية
- بابلو سيسيليا على موقع قاعدة بيانات كرة القدم.إي يو (الإنجليزية)
- بابلو سيسيليا على موقع Soccerway.com (الإنجليزية)
- بابلو سيسيليا على موقع كووورة